# Мадисон (Огайо)
Ма́дисон (англ. Madison) — американский населенный пункт в округе Лейк, Огайо. По данным переписи 2010 года население составляло 3 184 человек. Код FIPS 39-46480, GNIS ID 1061460, ZIP-код 44057.

## Население
По данным переписи 2000 года население составляло 3 184 человека, в городе проживало 903 семьи, находилось 1 241 домашнее хозяйство и 1 323 строения с плотностью застройки 100,3 строения на км². Плотность населения 241,5 человека на км². Расовый состав населения: белые — 96,3 %, афроамериканцы — 0,6 %, коренные американцы (индейцы) — 0,10 %, азиаты — 0,50 %, представители других рас — 0,80 %, представители двух или более рас — 1,60 %. Испаноязычные составляли 1,50 % населения.
В 2000 году средний доход на домашнее хозяйство составлял $50 786 USD, средний доход на семью $56 761 USD. Мужчины имели средний доход $43 897 USD, женщины $25 639 USD. Средний доход на душу населения составлял $20 621 USD. Около 2,30 % семей и 3,40 % населения находятся за чертой бедности, включая 3,20 % молодежи (до 18 лет) и 2,50 % престарелых (старше 65 лет).